# (2076) Левин
(2076) Левин (лат. Levin) — типичный астероид главного пояса, открыт 16 ноября 1974 года в Гарвардской обсерватории и 1 августа 1978 года назван в честь астронома Бориса Левина.

## Обнаружение и именование
(2076) Левин
Открыт 16 ноября 1974 года Гарвардским колледжем на станции Агассис.
Назван в честь московского астронома и геофизика Бориса Юльевича Левина, внёсшего большой вклад в изучение эволюции Солнечной системы. Он провёл много важных специфических исследований в области метеоритов, а его модель десорбции сыграла решающую роль в понимании физических процессов в кометах.
Оригинальный текст (англ.)2076 Levin
Discovered 1974-11-16 by Harvard College at Agassiz Station.
Named in honor of Boris Julevich Levin, Moscow astronomer and geophysicist who has contributed much to knowledge of the evolution of the solar system. He has made many importatnt specific studies in the areas of meteors and meteorites, and his desorption model played a crucial role in understanding the physical processes in comets.
Источники: DISCOVERY.DB; M.P.C. 4421.

## Орбита

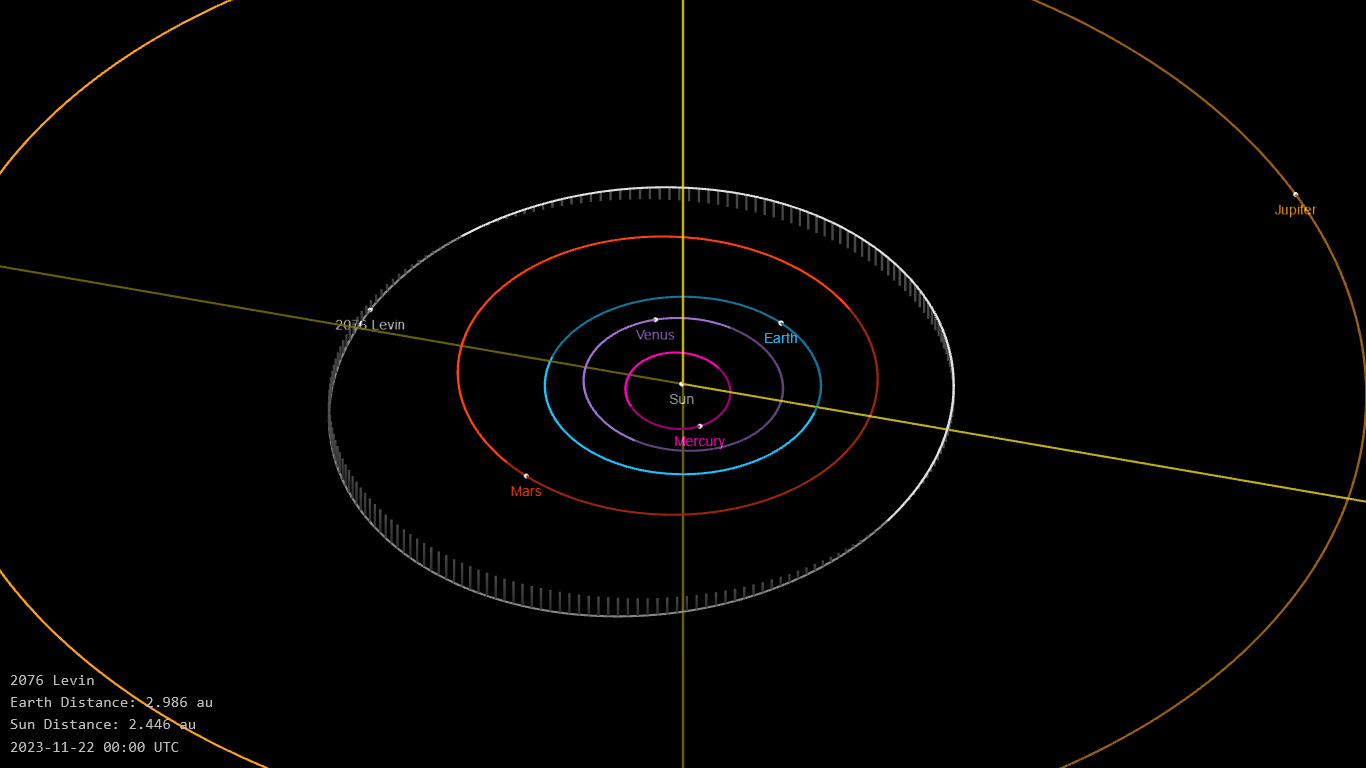
Орбита астероида Левин и его положение в Солнечной системе

## Физические характеристики
Астероид относится к таксономическому классу S.
По результатам наблюдений в видимом и ближнем инфракрасном диапазоне космического телескопа NEOWISE диаметр астероида оценивался равным 3,555±1,423 км. Согласно тем же источникам альбедо оценивается как 0,5565±0,3181 и 0,556±0,318.